# Claspettomyia rossica
Claspettomyia rossica är en tvåvingeart som beskrevs av Boris Mamaev 1998. Claspettomyia rossica ingår i släktet Claspettomyia och familjen gallmyggor. Inga underarter finns listade i Catalogue of Life.